# Pfarrkirche Dobl

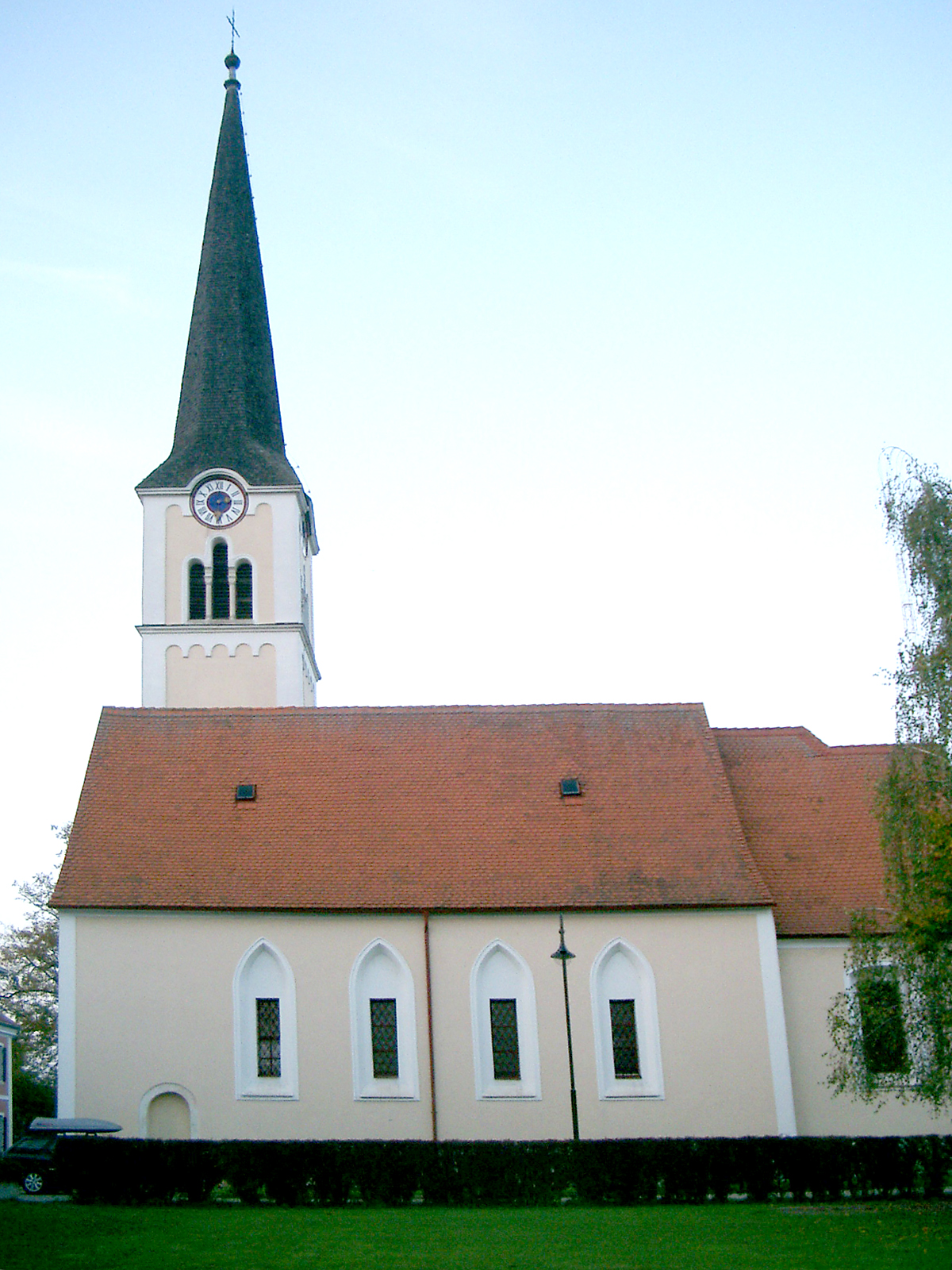
Die Kirche im März 2002

Die römisch-katholische Pfarrkirche Dobl steht im gleichnamigen Ort in der Marktgemeinde Dobl-Zwaring im Bezirk Graz-Umgebung in der Steiermark. Sie ist der heiligen Maria im Dorn gewidmet und gehört zum Dekanat Graz-Land in der Diözese Graz-Seckau. Die Kirche ging aus der Kapelle eines Jagdschlosses hervor und verfügt über eine von Maria Theresia gestiftete Innenausstattung, die unter anderem von Balthasar Ferdinand Moll geschaffen wurde. Aufgrund mehrerer Legenden über Wunder mit Bezug zur Kirche gilt der Sakralbau auch noch heute als regionales Pilgerziel.

## Lage
Die Kirche steht auf einem Ausläufer der Kaiserwaldterrasse oberhalb der Kainach im Ort Dobl.

## Geschichte

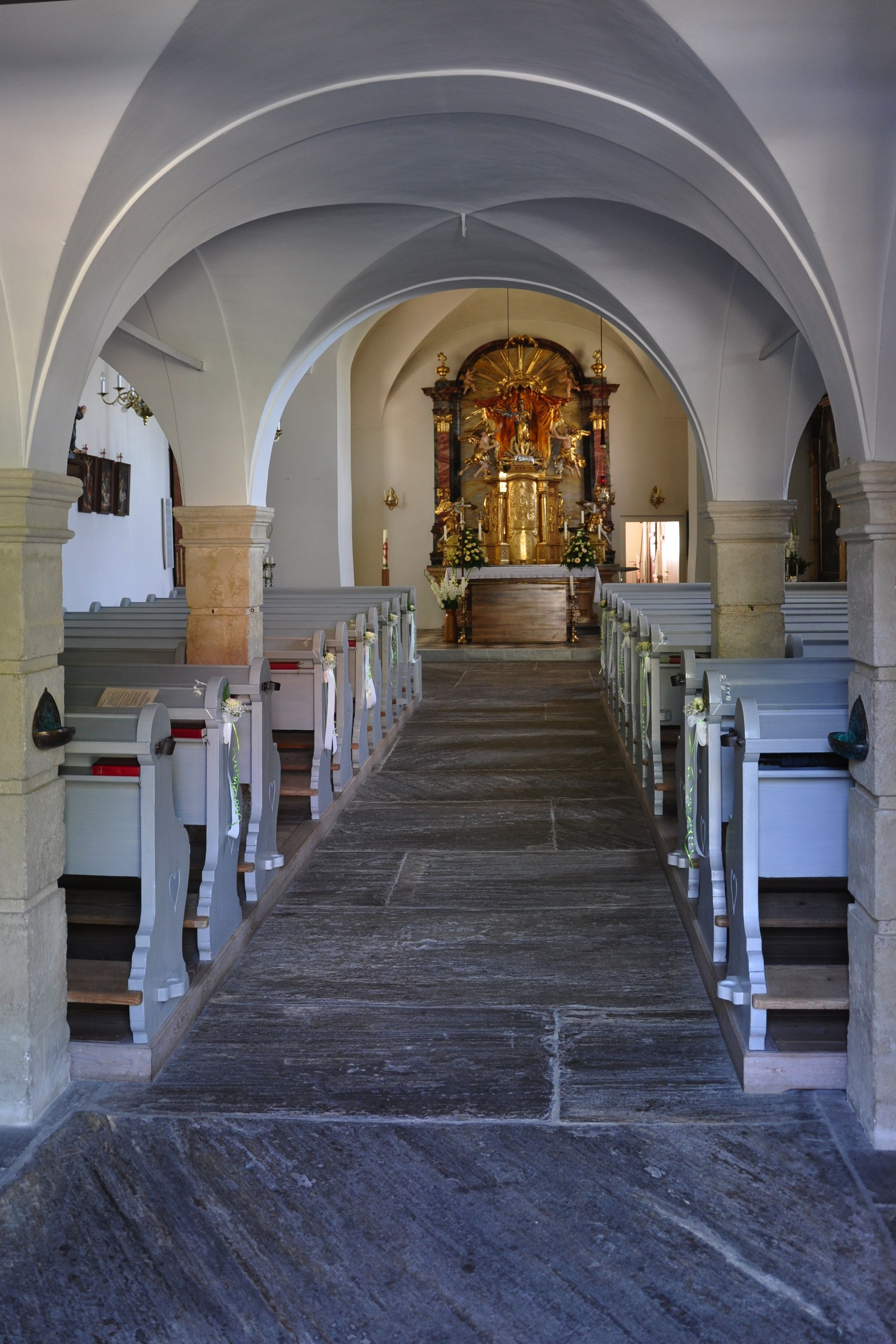
Der Innenraum der Kirche im Juli 2011

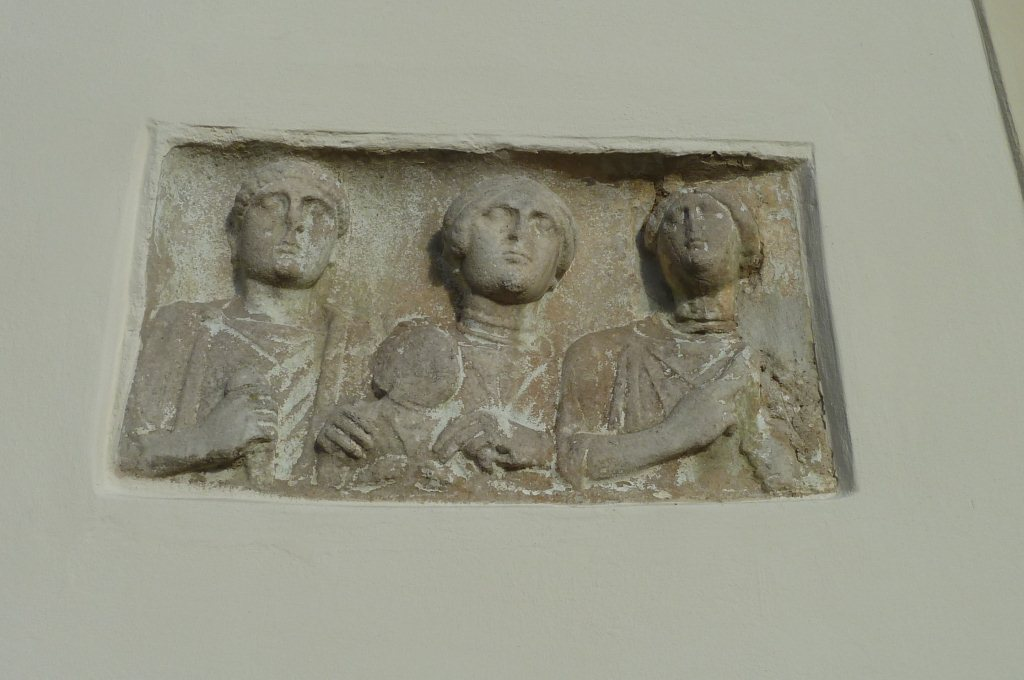
Der eingemauerte Römerstein

Die Kirche war ursprünglich eine zum Schloss Gjaidhof gehörende Kapelle. Sie wird erstmals 1219 urkundlich erwähnt. Im Jahr 1240 wurde sie zu einer eigenständigen Pfarre erhoben. 1660 ließ Leopold I. einen Hochaltar errichten. In der Mitte des 18. Jahrhunderts wurde die so genannte Wieskapelle an den Chor angebaut. Im Jahr 1760 wurde der Kirche von der Kaiserin Maria Theresia der heutige Hochaltar geschenkt. Sie ließ auch den Innenraum durch Balthasar Ferdinand Moll im Stil des Rokokos umgestalten. Die Innenseite der Kirche wurde 1973 und die Außenseite 1979 renoviert. Weitere Renovierungen erfolgten 2004 und 2006.

## Ausstattung und Gestaltung
Die Kirche ist im Kern spätromanisch und wurde später durch barocke und neoromanische An- und Umbauten erweitert. Der neoromanische Turm mit Spitzhelm ist nördlich an die Kirche angebaut und wurde 1876 errichtet. An der Außenmauer findet man einen eingemauerten, ins 3. Jh. datierten, figürlichen „Römerstein“ mit Brustbildern. Die Fenster der südlichen Langhausmauer weisen außen gotische Formen auf.
Das ursprünglich flach gedeckte Langhaus wird heute von einer vermutlich 1667 errichteten, gedrückten Stichkappentonne überwölbt. Das etwas eingezogene, spätromanische Chorquadrat wird vom Langhaus durch einen eingeschnürten Fronbogen getrennt. Die östlich an den Chor angebaute, rechteckige Sakristei stammt aus dem Jahr 1667. Im Norden des Chores wurde vermutlich im zweiten Drittel des 18. Jahrhunderts eine rechteckige, von einer Flachkuppel mit abgeschrägten Ecken überspannte Seitenkapelle, die Wieskapelle, angebaut. In den nördlichen Schrägen der Kapelle befinden sich Innennischen. Im westlichen Teil des Langhauses befindet sich eine barocke, dreiachsige und zweijochige Empore, welche auf Pfeilern ruht und kreuzgratgewölbt ist.
Die im Stil des Rokoko gestaltete Innenausstattung wurde 1760 von Kaiserin Maria Theresia gestiftet. Der 1760 aufgestellte Hochaltar aus Rokokoteilen trägt eine Gnadenstatue der Maria im Dorn mit dem Jesuskind im rechten Arm. Beide Figuren haben Metallkronen und das Jesuskind hält einen Reichsapfel in den Händen. Die Statue war ursprünglich vermutlich gotisch und wurde überarbeitet oder durch eine barocke Kopie ersetzt. Auf dem freistehenden, neobarocken Tabernakel befinden sich zwei barocke Engelsfiguren. Das Altarbild des rechten Seitenaltars zeigt den Erzengel Gabriel und das des linken den heiligen Franz Xaver. Der Altar der Seitenkapelle ist ebenfalls rokoko gestaltet. Er trägt eine Statue des Herrgotts in der Wies mit knienden Engeln. In den seitlichen Nischen befinden sich von Balthasar Ferdinand Moll im Jahr 1760 gefertigte Statuen der Apostel Petrus und Paulus. In der Sakristei befindet sich eine 1643 angefertigte Metalltriebarbeit, welche die Muttergottes auf der Mondsichel darstellt. 
Im nördlichen Teil das Dachstuhles des Langhauses befinden sich aus dem Mittelalter stammende, wahrscheinlich gotische Freskenreste. Diese zeigen ein gerolltes Band, welches früher der Abschluss unterhalb der ursprünglichen Flachdecke war. Weiters findet man Felderteilungen sowie eine Drachendarstellung.

### Orgel
Die Orgel mit 8 Registern und neoromanischen Formen wurde 1880 von Carl Billich errichtet.

### Glocken
Das Geläute der Pfarrkirche Dobl kann durchaus als Kuriosum in der Weststeirischen Glockenlandschaft bezeichnet werden. Zum einen ist hier die größte Glocke des Grazer Glockengießers Ernest Szabo zu finden. Diese Glocke im Ton c1 wiegt 2160 kg und besitzt einen Durchmesser von 156 cm. Weiters ist die Glockendisposition eines übermäßigen Mollvierklangs in den Tönen c1, e1, fis1 und a1 etwas besonderes. Zum anderen werden alle vier Glocken an stark gekröpften Stahljochen geschwungen sowie die beiden großen Glocken mit einem Fallklöppel geläutet. Neben der großen Glocke wurde auch Glocke 3 1950 von Ernest Szabo gegossen, die zweitgrößte Glocke musste 1986 von der Gießerei Perner in Passau neu gegossen werden. Die kleinste Glocke konnte den Zweiten Weltkrieg überstehen – sie ist ein Werk des in Wiener Neustadt wirkenden Max Samassa aus dem Jahr 1923.

## Legenden
Der Name „Maria im Dorn“ stammt der Legende nach davon, dass im Jahr 1112 aus der kleinen Kirche die Statue der Mutter Gottes gestohlen und 1212 in einem Dornenbusch wiedergefunden wurde. In Wirklichkeit entwickelte sich der Name aus der alten Bezeichnung „Maria im Turn“, was so viel wie „Maria im Turm“ bedeutet und darauf hinweist, dass die Kirche früher eine Schlosskapelle war.
In der Pfarrchronik werden mehrere Wunder erwähnt, die sich am Wallfahrtsort ereignet haben sollen.